# The Selecter
The Selecter va ser un grup de música ska que va protagonitzar el fenomen 2 Tone, al costat de Madness, The Specials, The Beat, Bad Manners i The Bodysnatchers.

## Trajectòria

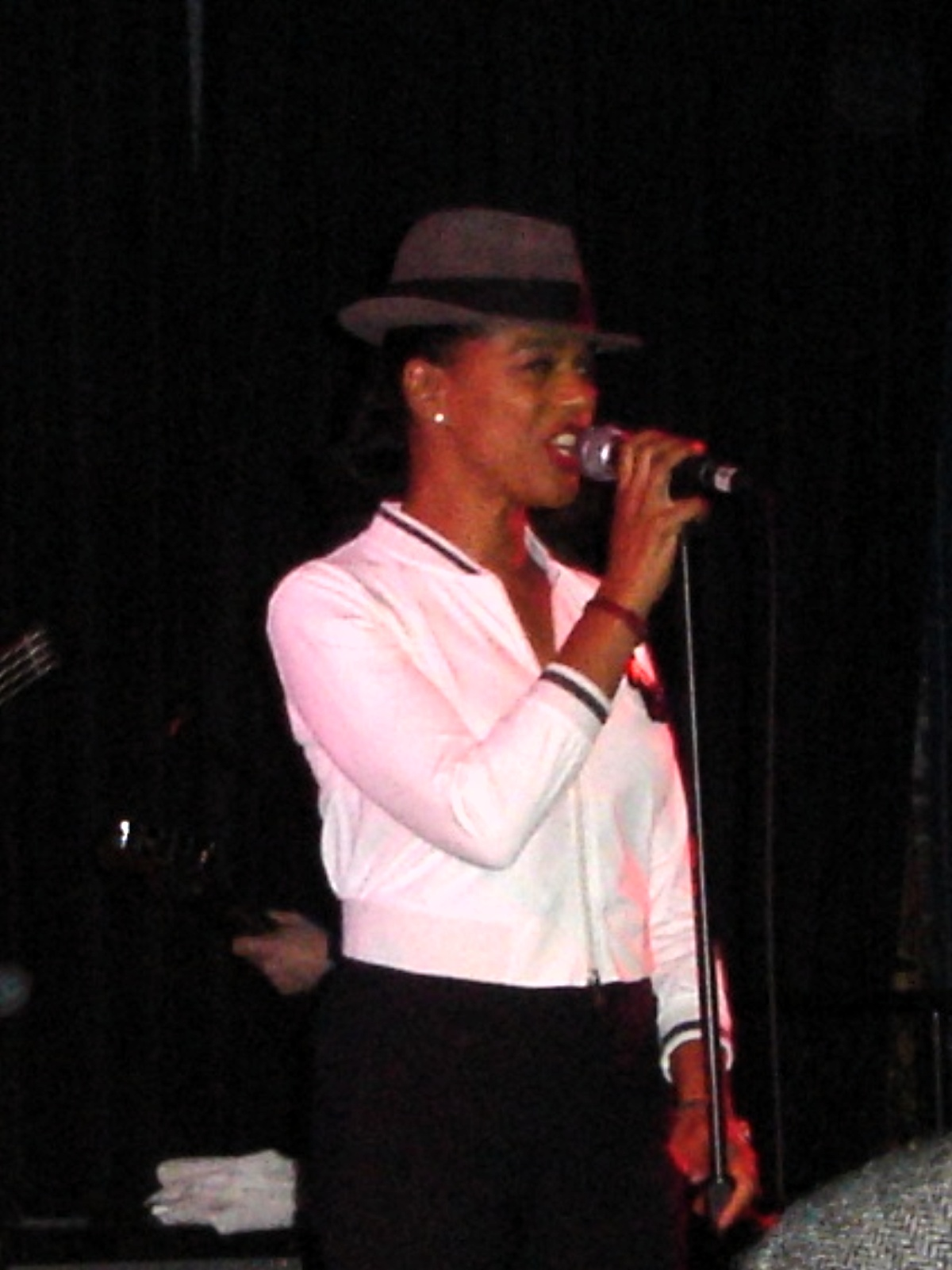
Pauline Black

Originari de Coventry, Anglaterra, es va formar el 1979 com a resultat de la suma de diversos músics provenints d'escenes diferents: Pauline Black, vocalista anglonigeriana i líder del grup, Neol Davies, guitarra anglès i únic membre blanc de la banda, Charles Bembridge, baixista jamaicà que acabà tocant la bateria, Compton Amanor, ghanès, com a segon guitarra, Arthur «Gaps» Hendrickson, vocalista nascut a San Cristobal, Desmond Brown, teclista jamaicà i Charley Anderson, baixista jamaicà. Aquesta va ser la primera formació d'un grup que ha sofert nombrosos canvis en les seves files.
El seu primer senzill, gravat la tardor de 1979 pel segell 2 Tone de Jerry Dammers, va ser «On My Radio / Too Much Pressure». El febrer de 1980 presentaren el seu primer LP, Too Much Pressure, gravat també amb el segell Two Tone i la discogràfica Chrysalis i que arribà a ser disc d'or. A aquest l'acompanyà una llarga gira. Una vegada acabada, el grup començà a fer canvis en la formació. El febrer de 1981 aparegué el segon treball del grup, Celebrate the Bullet, un disc que no quallarà de la mateixa manera que el primer per diverses raons, entre elles el progressiu distanciament del jovent anglès dels sons jamaicans per l'acostament a la moda New wave.
El març de 1981, la banda se separà. El 1991, coincidint amb el segon revival de l'ska, The Selecter tornaren als escenaris per a realitzar una sèrie de concerts, encara que de la formació original només romanien Pauline Black i Neol Davies.
L'octubre de 1994 signaren el seu tercer LP, The Happy Album, en el qual Neol Davies abandonà i tornà Gaps Hendrickson. Un any després publicaren Hairspray. Cada disc anà seguit d'una gira internacional. El 1998 publicaren el disc Cruel Britannia.
Durant l'any 2019, The Selecter s'embarcà en una gira internacional que els portà, entre altres llocs, a Mèxic, EUA i al festival Rototom Sunsplash de Benicàssim.

## Estil musical
The Selecter va ser «un dels grups clau» de la música 2 Tone de finals de 1970 i principis dels anys 1980, que barrejaven l'ska amb l'energia del punk rock. l'àlbum de debut, Too Much Pressure, exemplifica el so 2 Tone de la banda, barrejant estils com l'ska, el reggae i el punk rock.
Les seves lletres tracten problemàtiques socials com el sexisme i el racisme. En el disc String Theory, les lletres parteixen de l'observació de com les persones «aplaudeixen les seves diferències més que no pas que allò que les uneix», i van titular l'àlbum pensant amb la teoria de cordes com una metàfora de la connexió entre humans.

## Discografia

### Àlbums
- Too Much Pressure (1980)[7]
- Celebrate the Bullet (1981)
- The Happy Album (1994)
- Pucker! (1995)
- Cruel Britannia (1998)
- The Trojan Songbook (1999)
- The Trojan Songbook - Vol 2 (2000)
- The Trojan Songbook - Vol 3 (2001)
- Real to Reel (2003)
- Made in Britain (2011)
- String Theory (2013)
- Subculture (2015)
- Daylight (2017)

### Senzills i EP
- Gangsters vs. The Selecter (1979)[8]
- On My Radio (1979)
- Three Minute Hero (1980)
- Missing Words (1980)
- The Whisper (1980)
- Celebrate The Bullet (1980)
- On My Radio 91 (1991)
- Madness (amb Prince Buster, 1992)
- Hairspray EP (1995)
- Big in the Body, Small in the Mind (2011)
- Back To Black (2011)

## Membres

### Formació original
- Pauline Black: veu
- Compton Amanor: guitarra
- Charley Anderson: baix
- Charley «H» Bembridge: percussió
- Desmond Brown: teclat
- Noel Davies: guitarra
- Arthur «Gaps» Hendrickson: veu

Anderson i Brown van deixar The Selecter el 1980. Van ser reemplaçats per James Mackie al teclat i Adam Williams al baix.

### Formació de 1991
- Pauline Black: veu
- Neol Davies: guitarra
- Arthur «Gaps» Hendrickson - veu
- Martin Stewart: teclats
- Nicky Welsh: baix
- Perry Melius: percussió